# تاراس بولبا (فیلم ۱۹۶۲)
تاراس بولبا (به انگلیسی: Taras Bulba) فیلمی به کارگردانی جان لی تامپسون در سال ۱۹۶۲ و محصول مشترک آمریکا، آرژانتین و یوگسلاوی است. داستان فیلم کمابیش بر اساس رمان نوشته نیکلای گوگول می‌باشد. این فیلم دربارهٔ یک جنگاور نامدار کازاک است که در مقام سرهنگی در میان ارتش اروپای شرقی، برای بیرون راندن ترک‌ها از شرق اروپا، به لهستانی‌ها می‌پیوندد. ژانر این فیلم تاریخی، درام و ماجرایی بوده و تونی کرتیس به همراه یول براینر از بازیگران مشهور آن هستند.

## داستان
در سدهٔ شانزدهم، اوکراین، روسیه، لهستان و سایر مناطق اروپای شرقی به بخش‌ها و شاهزاده‌نشین‌های کوچکی تقسیم شده‌اند که یا با یکدیگر می‌جنگند یا علیه یک دشمن مشترک، که در اینجا امپراتوری عثمانی است. نبردی بین ترک‌ها و لهستانی‌ها در جریان است. لهستانی‌ها در حال شکست هستند تا زمانی که قزاق‌های زاپوروژیایی از راه می‌رسند و پیروزی را برای آنان به ارمغان می‌آورند. با این حال، معلوم می‌شود که لهستانی‌ها تنها منتظر بودند تا پس از پیروزی، قزاق‌ها را به خیانت شکست دهند. در نتیجه، لهستانی‌ها بر اوکراین مسلط می‌شوند و قزاق‌ها تحت سلطه قرار می‌گیرند. تاراس بولبا، یکی از فرماندهان قزاق، به خانه بازمی‌گردد تا خانواده خود را بزرگ کند، اما اکنون این سرزمین تحت سلطه لهستان است. تاراس و سایر قزاق‌های انجمن قزاق‌ها مزارع خود را به آتش می‌کشند و به کوه‌ها و جنگل‌ها پناه می‌برند تا تسلیم لهستانی‌ها نشوند.
دو دهه بعد، تاراس دو پسر خود، آندری و استاپ، را برای تحصیل در آکادمی کی‌یف می‌فرستد تا آموزش لهستانی ببینند. در آنجا، پسر بزرگ‌تر، آندری، عاشق یک شاهزاده‌خانم لهستانی به نام ناتالیا دوبروف می‌شود، که باعث خشم محلی‌ها می‌شود، زیرا آنها با برادران قزاق مانند افراد پست رفتار می‌کنند. در نهایت، برادران مجبور می‌شوند از کی‌یف بگریزند و به خانه پدرشان در دشت‌های اوکراین بازگردند.
خبر می‌رسد که لهستانی‌ها می‌خواهند قزاق‌ها ارتشی برای کمک به آنان در جنگ جدید تشکیل دهند. وقتی آندری با جنگیدن برای لهستانی‌ها مخالفت می‌کند، به ترسویی متهم می‌شود. این اتهام جدی تنها با آزمایش شجاعت حل می‌شود. آندری و متهم‌کننده او با اسب‌های خود بر روی پرتگاهی می‌جهند تا خدا نشان دهد کدام یک حق دارد؛ متهم‌کننده به دره سقوط می‌کند و می‌میرد. تاراس رهبری آندری را می‌پذیرد و نقشه دارد لهستانی‌ها را خیانت کرده و اوکراین را بازپس گیرد.
ایوان میکولا، هتمان انجمن قزاق‌ها، انجمن را برای جنگ در منطقه بالتیک تحت فرمان لهستان فرا می‌خواند. تاراس بولبا مخالفت می‌کند و می‌گوید زمان انتقام خیانت لهستانی‌ها فرا رسیده است. هتمان می‌گوید که او سوگند یاد کرده که انجمن را به بالتیک هدایت کند، اما تاراس مخالفت می‌کند و از برادران می‌خواهد که تصمیم بگیرند از چه کسی پیروی کنند. آنها تاراس را انتخاب می‌کنند. هتمان خلع می‌شود و تاراس فرماندهی را با پرچم مقدس سنت میکائیل به دست می‌گیرد.
تاراس، به‌عنوان هتمان جدید، قزاق‌ها را به دوبنو هدایت می‌کند، جایی که لهستانی‌ها انتظار دارند قزاق‌ها به آنها بپیوندند. اما قزاق‌ها به ارتش لهستانی حمله کرده و آنها را به داخل شهر عقب می‌رانند. قزاق‌ها شهر را محاصره می‌کنند. گرسنگی و بیماری شیوع پیدا می‌کند. آندری که نگران جان معشوقه لهستانی خود است، مخفیانه وارد شهر می‌شود تا او را نجات دهد. او دستگیر شده و معشوقه‌اش به جرم عشق به یک قزاق به آتش محکوم می‌شود. برای نجات او، آندری موافقت می‌کند که یک گروه یورش را برای آوردن احشام به شهر گرسنه رهبری کند.
در همین حال، قزاق‌ها از بی‌تحرکی محاصره خسته شده و بسیاری از آنها به خانه بازمی‌گردند. فرمانده لهستانی با آگاهی از ضعف قزاق‌ها، دستور حمله سراسری را می‌دهد. تاراس بولبا در میدان نبرد با پسرش آندری روبه‌رو می‌شود و او را به دلیل خیانتش می‌کشد. سپس قزاق‌ها به لبهٔ صخره‌ای در کنار درهٔ رودخانه عقب‌نشینی می‌کنند. در اینجا، قزاق‌هایی که محاصره را رها کرده بودند، به میدان بازمی‌گردند و در نبردی شدید، تعداد زیادی از سربازان قزاق و لهستانی به درون رودخانه سقوط می‌کنند و جان خود را از دست می‌دهند.
قزاق‌ها پیروز می‌شوند و وارد دوبنو می‌شوند. آندری در آنجا دفن می‌شود، زیرا «... اینک اینجا یک شهر قزاقی است.» هتمان تاراس بولبا اعلام می‌کند که قزاق‌ها با لهستانی‌ها مانند خود آنان رفتار نخواهند کرد: «ما غارت نخواهیم کرد. ما ویران نخواهیم کرد. ما طاعون را از بین خواهیم برد، واگن‌های ذخیره را خواهیم گشود و مردم شهر خودمان را سیر خواهیم کرد.»